# Roa excelsa
Roa excelsa е вид бодлоперка от семейство Chaetodontidae. Видът не е застрашен от изчезване.

## Разпространение и местообитание
Разпространен е в Гуам, Малки далечни острови на САЩ (Атол Джонстън) и САЩ (Хавайски острови).
Обитава океани, морета и рифове. Среща се на дълбочина от 20 до 291 m.

## Описание
На дължина достигат до 15 cm.
Популацията на вида е стабилна.